# Комісар (фільм)
«Комісар» (рос. «Комиссар») — радянський художній фільм 1967 року режисера Олександра Аскольдова за мотивами оповідання Василя Гроссмана «У місті Бердичеві». Єдиний художній фільм, знятий Аскольдовим.
Фільм удостоєний Спеціального призу журі „Срібний Берлінський ведмідь“ на XXXVIII Міжнародному кінофестивалі у Західному Берліні у 1988 році; Приза Міжнародної федерації кінопреси (FIPRESCI); Приза журі Міжнародної Католицької організації кінематографічних та аудіовізуальних засобів інформації; Приза імені Отто Дібеліуса міжнародного євангелічного журі (Інтерфільм).

## Сюжет
Дія фільму відбувається під час Громадянської війни. Героїня — комісар Червоної армії Клавдія Вавилова (Нонна Мордюкова) — звикла до суворого, чоловічого військового життя, і, здавалося б, в ній не залишилося нічого жіночого. Тому несподівана вагітність призводить її в жах. Потрапивши в сім'ю бідного багатодітного єврея Магазаника (Ролан Биков), вона поступово «відтає». Але жорстокий час диктує свої жорстокі закони...
Кінокартина була відзнята у 1967 році у двох містах: Олешки та Кам'янці-Подільському.

## У ролях
- Нонна Мордюкова —  Клавдія Вавилова, комісар
- Ролан Биков — Юхим Магазанник
- Раїса Недашківська — Марія Магазанник
- Людмила Волинська — мати Юхима
- Василь Шукшин — Козирев, командир
- Люба Кац
- Павлик Левін
- Діма Клейман
- Марта Браткова
- Ігор Фішман
- Отар Коберідзе — Мовчазний, батько дитини Клавдії
- Леонід Реутов — начальник штабу
- Віктор Шахов — Ємелін, дезертир
- Валерій Рижаков — курсант

## Творча група
- Автор сценарію і режисер-постановник: Олександр Аскольдов
- Оператор-постановник: Валерій Гінзбург
- Композитор: Альфред Шнітке
- Художник-постановник: Сергій Серебреніков

## Цензура
Фільм був заборонений для показу в СРСР понад двадцять років. Режисера звільнили зі студії і виключили з КПРС.
Після перегляду фільму Сергій Герасимов не підкорився вимозі змити всі негативи фільму: після смерті Герасимова в його сейфі виявився лише партквиток і єдиний негатив фільму «Комісар».
Перша прем'єра фільму відбулася 8 липня 1987 року по за конкурсом на московському міжнародному кінофестивалі.